# بيير شامبون
بيير شامبون من مواليد 7 فبراير 1931 في ميلوز، هو طبيب وعالم كيمياء حيوية وعالم وراثة فرنسي، وأستاذ فخري بكلية الطب بجامعة ستراسبورغ. أسس وأدار معهد علم الوراثة والبيولوجيا الجزيئية والخلوية حتى عام 2002.

## سيرة ذاتية
درس بيير شامبون في كلية الطب بجامعة ستراسبورغ حيث دافع عن أطروحته الطبية عام 1958. وهو المؤسس والمدير السابق لمعهد علم الوراثة والبيولوجيا الجزيئية والخلوية (IGBMC) في ستراسبورغ  وهو أيضًا عضو مؤسس إلى جانب جان بيير إبل، للمدرسة العليا للتكنولوجيا الحيوية في ستراسبورغ (ESBS). وهو عضو في أكاديمية العلوم، وكان أستاذاً لكرسي "علم الوراثة الجزيئية في كوليج دو فرانس من 1993 إلى 2003 وكان مدير معهد لا سوغي السريري (ICS).
تم تعيينه عضوًا بارزًا في المعهد الجامعي الفرنسي عام 1991 لمدة خمس سنوات. بيير شامبون هو أحد العلماء الفرنسيين القلائل الذين تم انتخابهم في الأكاديمية الوطنية للعلوم في الولايات المتحدة في عام 1985.
تحصل بيير شامبون على العديد من الجوائز الفخرية والجوائز لأبحاثه. في عام 1979 حصل على ميدالية المركز الوطني للبحث العلمي الذهبية، وجائزة ألبرت لاسكر للأبحاث الطبية الأساسية المرموقة في البحوث الطبية الأساسية في سنة 2004 وجائزة مؤسسة غيردنر الدولية في عام 2010، لاكتشافه عائلة من المستقبلات النووية التي تربط الهرمونات والفيتامينات والجزيئات الأخرى المشاركة في إشارات الخلية. غالبًا ما يتم تقديمه كواحد من علماء الأحياء الفرنسيين الوحيدين الذين من المحتمل أن يحصلوا في الوقت الحاضر على جائزة نوبل في علم وظائف الأعضاء أو الطب.

## مجال أبحاثه
تتركز مساهمات بيير شومبون العلمية ودراساته حول المستقبلات النووية، ففيها سطع نجمه وكان أحد روادها العظماء، ولا سيما بما قام به من استنساخ ووصف لآليات عمل مستقبلات الستيرويد وعلى وجه الخصوص هرمون البروجسترون. في معهد علم الوراثة والبيولوجيا الجزيئية والخلوية، بدأ موضوعات بحثية وأشرف عليها وهي:
- الدراسة الهيكلية والوظيفية لجينومات حقيقيات النوى العليا.
- السيطرة على التعبير الجيني أثناء التطور الجنيني وتمايز الخلايا الطبيعية والمرضية.
- العلاقات الهيكلية والوظيفة للبروتينات بالتعاون مع دينو موراس في علم البلورات.

ومن إسهاماته الكبرى أن عمل وما يزال يعمل على:
- الآليات الجزيئية لتنظيم النسخ الوراثي في حقيقيات النوى.
- التحكم في التعبير عن المعلومات الجينية بعد النسخ.
- المستقبلات النووية.
- مستقبلات الغشاء.
- علم الأجنة الجزيئي للفقاريات واللافقاريات.
- البيولوجيا الجزيئية والخلوية لسرطان الثدي.
- علم الوراثة الجزيئي البشري (الأمراض العصبية).

## الجوائز والتقديرات
- 1979: ميدالية المركز الوطني للبحث العلمي الذهبية
- 1985: عضو منتخب في أكاديمية العلوم
- 1987: الحائز على جائزة هارفي التخنيون
- 1988: جائزة الملك فيصل العالمية في العلوم [11]
- 1991: الفائز بجائزة لويس جانيت للطب
- 1993: ضابط النخيل الأكاديمي
- 2000: قائد وسام جوقة الشرف
- 2004: جائزة لاسكر
- 2004: جائزة فخرية من المعهد الوطني للصحة والبحوث الطبية
- 2010: جائزة جيردنر
- 2011: وسام الاستحقاق الوطني الأكبر
- 2018: الحائز على جائزة لويزا جروس هورويتز

## روابط خارجية
جائزة الملك فيصل | البروفيسور بيير شامبون
موقع كوليج دو فرانس
الفائزون بجائزة لويزا جروس هورويتز
جائزة مئسسة غيردنر الدولية